# Президентские выборы в Чили (2021)
Президентские выборы в Чили прошли 21 ноября в один день с парламентскими выборами (1-й тур) и 19 декабря (2-й тур) 2021 года. Президент Себастьян Пиньера не мог баллотироваться.
На пост президента баллотировалось 7 кандидатов. Никто из кандидатов не получил большинства голосов в 1-м туре. Хосе Антонио Каст, член Республиканской партии и кандидат от ультраправого альянса Христианско-социальный фронт, получил наибольшее количество голосов в 1-м туре (27,91 %). На втором месте оказался Габриэль Борич, член организации Социальная конвергенция и кандидат от левой коалиции «Одобряю достоинство». Таким образом, Каст и Борич вышли во 2-й тур президентских выборов. Впервые в рамках действующей Конституции ни один из кандидатов во 2-м туре не представлял доминирующую коалицию, поскольку кандидат от правящей коалиции Чили Подемос Себастьян Сичель занял лишь 4-е место.
Во 2-м туре кандидат от левой коалиции Габриэль Борич одержал победу, набрав по предварительным данным 55,87 % голосов. Хосе Антонио Каст признал своё поражение и поздравил Борича с победой. Борич в свои 35 лет станет самым молодым президентом Чили за всю историю страны.

## Результаты
| Кандидат                              | Партия/Коалиция                     | 1-й тур    | 1-й тур | 2-й тур    | 2-й тур |
| Кандидат                              | Партия/Коалиция                     | Голоса     | %       | Голоса     | %       |
| ------------------------------------- | ----------------------------------- | ---------- | ------- | ---------- | ------- |
| Габриэль Борич                        | Одобряю достоинство                 | 1 815 024  | 25,82 % | 4 620 890  | 55,87 % |
| Хосе Антонио Каст                     | Христианско-социальный фронт        | 1 961 779  | 27,91 % | 3 650 088  | 44,13 % |
| Франко Париси                         | Партия народа                       | 900 064    | 12,81 % |            |         |
| Себастьян Сичель                      | Чили, вперед!                       | 898 635    | 12,79 % |            |         |
| Ясна Провосте                         | Новый социальный пакт               | 815 563    | 11,60 % |            |         |
| Марко Энрике-Оминами                  | Прогрессивная партия                | 534 383    | 7,60 %  |            |         |
| Эдуардо Артес                         | Патриотический союз                 | 102 897    | 1,46 %  |            |         |
| Всего                                 | Всего                               | 7 028 345  | 100,00  | 8 260 982  | 100,00  |
| Всего действительных бюллетеней       | Всего действительных бюллетеней     | 7 028 345  | 98,79   | 8 260 982  | 98,87   |
| Недействительные/пустых бюллетеней    | Недействительные/пустых бюллетеней  | 85 973     | 1,21 %  | 94 077     | 1,13 %  |
| Всего                                 | Всего                               | 7 114 318  | 100,00  | 8 355 059  | 100,00  |
| Зарегистрированных избирателей/Явка   | Зарегистрированных избирателей/Явка | 15 030 974 | 47,33   | 15 030 974 | 55,59 % |
| Источник: Election Examining Tribunal |                                     |            |         |            |         |